# Bladmått

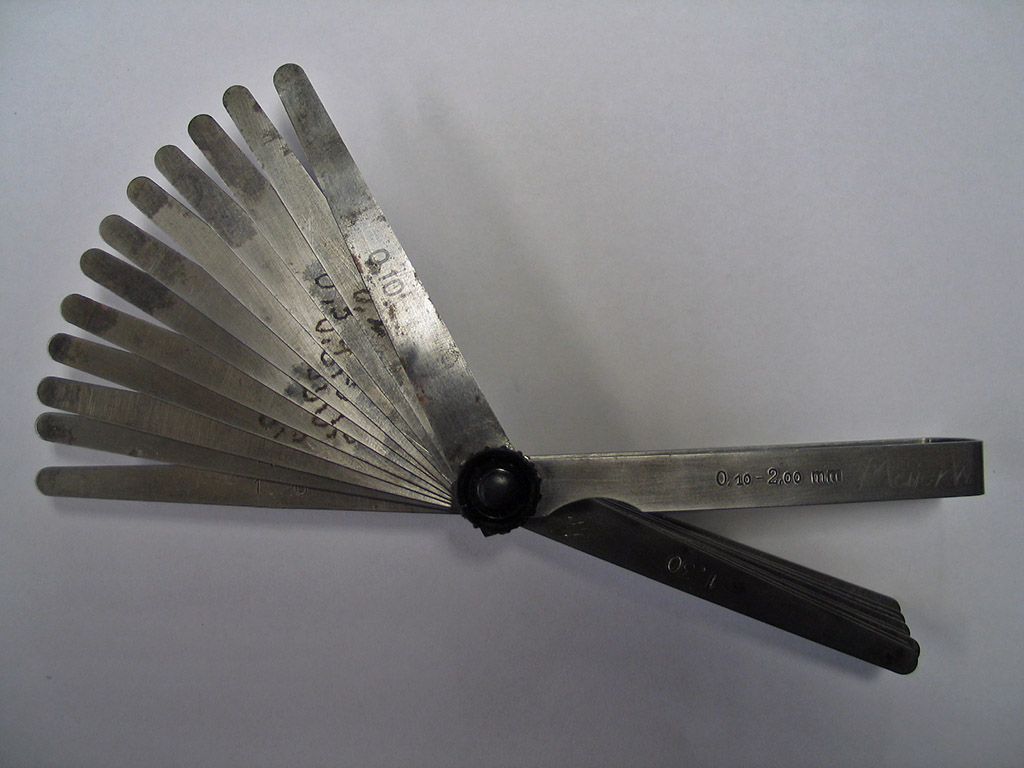
Bladmått

Ett bladmått används för att mäta mellanrum och används främst för att mäta små avstånd från ca 1 mm och nedåt.
Bladmåttet består av flera stålbitar av olika tjocklek. Bladen är märkta med tjockleken och är monterade i en hylsa och kan vecklas ut likt en solfjäder eller fällkniv.
Bladmått tillverkas i olika serier:
- mm-standard i steg om 0,1 mm eller 0,05 mm
- inch-standard i steg decimaldelar av 1 inch = 25,400 mm
- inch-standard i steg 1/32 eller 1/64 av 1 inch. Antalet nödvändiga blad kan hållas nere genom att man i lämplig kombination lägger flera blad på varandra. (Föråldrat och opraktiskt. Från användning avrådes)

De tunnaste bladen är mycket ömtåliga, och måste hanteras med stor försiktighet. Rost medför mätfel, så bladen måste hållas lätt anoljade, så att de inte rostar.
Om de ytor som avgränsar det avstånd som ska mätas inte är plana kan bladmått inte användas, utan då tar man till härdade trådar i sorterade diametrar, trådmått. Att kombinera flera trådmått till en större dimension går inte.